# كوهينيت
كوهينيت هو معدن كربيد الحديد موجود بشكل طبيعي في الحديد ونيكل وكوبالت) وكربون المعروف بالصيغة الكيميائي (Fe, Ni, Co)3C. يشكل هذا معدنًا صلبًا ولامعًا وفضيًا أطلق عليه إرنست وينشينك في عام 1889 على اسم عالم المعادن الألماني إميل كوهن، الذي وصف وحلل لأول مرة مادة من نيزك ماجورا الذي تم العثور عليه بالقرب من سلانيكا، منطقة جيلينا، سلوفاكيا.
 تم العثور على كوهينيت في بلورات تشبه العصي في نيازك الحديد.
يكون الكوهينيت على الأرض مستقرًا فقط في الصخور التي تشكلت في بيئة مختزلة بشدة وتحتوي على رواسب الحديد الأصلية. توجد مثل هذه الظروف في بعض الأماكن حيث غزت الصهارة المنصهرة رواسب الفحم، على سبيل المثال في جزيرة ديسكو في جرينلاند، أو في مدينة بيول بالقرب من كاسل في ألمانيا.
المعادن المرتبطة بها تشمل الحديد الأصلي ، الشرايبرسيت، الترويليت والويستيت. تحدث كربيدات الحديد المماثلة أيضًا في سبائك الحديد التقنية وتسمى سمنتيت.